# Kilab ibn Murrah
Kilab ibn Murrah ibn Ka'ab (Arabisch: كلاب بن مُرة) (?400 – ?373) was de zesde generatie voorvader van de islamitische profeet Mohammed. Hij was een afstammeling van Abraham via zijn zoon Ismaël. Kilab was de zoon van Murrah ibn Ka'ab. Zijn moeder heette Hind bint Surayr.
De stamboom van Mohammeds vader (Abdallah via Qusai) en moeder (Aminah via Zuhrah) komen bij Kilab ibn Murrah bijeen.
Kilab ibn Murrah was getrouwd met Fatimah bint Sa'd ibn Sayl, die hem twee zonen en één dochter schonk. Zijn oudste zoon Zuhrah ibn Kilab was de stamvader van de Banu Zoehrah-clan terwijl zijn jongere zoon Qusai ibn Kilab de eerste Qoeraisj-beschermheer van de Ka'aba werd. Zijn dochter zou Nu'm heten. Over haar is vrijwel niks bekend. Na de dood van Kilab ibn Murrah trouwde zijn vrouw met Rabi'ah ibn Haram van de Bani Azra-clan. Deze zou zijn vrouw naar zijn thuisland aan de grens van Syrië meenemen waardoor Qusai ibn Kilab zijn jeugd daar zou rondbrengen.
Volgens sommigen was de werkelijke naam van Kilab, dat letterlijk "honden" betekent, Hakiem. Maar volgens anderen was zijn echte naam U'rwah. Hij stond bekend om het gebruiken van honden bij de jacht en werd daarom Kilab genoemd.
Kilab had nog twee halfbroers (Taym en Yaqazah) via de tweede vrouw Asma bint Adiy (Hind bint Harithah al-Bariqiyyah) van zijn vader. Taym (of Tamim) was de stamvader van de Banoe Taim-clan.